# Baker (Missouri)
Baker és una població dels Estats Units a l'estat de Missouri. Segons el cens del 2000 tenia 5 habitants.

## Demografia
Segons el cens del 2000, Baker tenia 5 habitants, 2 habitatges, i 1 famílies. La densitat de població era de 9,2 habitants per km².
Dels 2 habitatges en un 50% hi vivien nens de menys de 18 anys, en un 50% hi vivien parelles casades, en un 0% dones solteres, i en un 50% no eren unitats familiars. En el 50% dels habitatges hi vivien persones soles el 50% de les quals corresponia a persones de 65 anys o més que vivien soles. El nombre mitjà de persones vivint en cada habitatge era de 2,5 i el nombre mitjà de persones que vivien en cada família era de 4.
Per edats la població es repartia de la següent manera: un 0% tenia menys de 18 anys, un 40% entre 18 i 24, un 0% entre 25 i 44, un 40% de 45 a 60 i un 10% 65 anys o més.
L'edat mediana era de 47,5 anys. Per cada 100 dones de 18 o més anys hi havia 33,3 homes.
Cap de les famílies estaven per davall del llindar de pobresa.

## Poblacions més properes
El següent diagrama mostra les poblacions més properes.